# Superpuchar Turcji w piłce nożnej
Superpuchar Turcji w piłce nożnej (tur. TFF Süper Kupa) – trofeum przyznawane zwycięskiej drużynie meczu rozgrywanego pomiędzy aktualnym Mistrzem Turcji oraz zdobywcą Pucharu Turcji w danym sezonie (jeżeli ta sama drużyna wywalczyła zarówno mistrzostwo, jak i Puchar kraju - to jej przeciwnikiem zostaje finalista Pucharu, wcześniej do 1993 był to wicemistrz, a do 1977 zdobywca Pucharu Premier-Ministra).

## Historia
W sezonie 1966 odbył się pierwszy oficjalny mecz o Superpuchar Turcji, który nazywał się wtedy Puchar Prezydenta (tur. Cumhurbaşkanlığı Kupası). Pierwszy pojedynek rozegrano 21 września 1966 roku. W tym meczu Galatasaray SK pokonał 5:1 Beşiktaş JK. W 1981 roku turniej został przemianowany na Puchar Głowy Państwa (tur. Devlet Başkanlığı Kupası). Po wznowieniu demokracji, turniej w 1983 roku został przemianowany z powrotem na Puchar Prezydenta. Od 1999 przez następne siedem lat turniej nie rozgrywano i startował ponownie w 2006 roku z nazwą Superpuchar TFF (tur. TFF Süper Kupa). Inauguracyjny mecz sezonu 2006 miał miejsce w Niemczech, gdzie zamieszkuje duża populacja tureckich emigrantów. Sukces nowego formatu doprowadziło do kontynuacji gry o Superpuchar na neutralnych boiskach Turcji. Od 1966 do 1998 roku wszystkie dotychczasowe mecze odbyły się na stadionie Ankara 19 Mayis w Ankarze, z wyjątkiem 1975 roku, kiedy to mecz rozegrano na Cebeci İnönü Stadium w Ankarze.
W finale zawsze grali mistrz Turcji oraz zdobywca Pucharu Turcji, ale zdarzały się wyjątki od tej reguły. W 1968 roku Fenerbahçe zdobył zarówno mistrzostwo i puchar, osiągając w ten sposób dublet. Federacja postanowiła przyznać Superpuchar klubowi, ale zmienił przepisy. W latach od 1973 do 1977, w przypadku osiągnięcia dubletu przez ten sam zespół, drugim finalistą został zdobywca Pucharu Premier-Ministra (tur. Başbakanlık Kupasi). Podczas 12 edycji rząd elekt został zniesiony, dlatego między 1981 a 1984 nie rozgrywano Puchar Premier-Ministra. Dlatego Federacja podjęła kolejną zmianę, według której w przypadku osiągnięcia dubletu przez ten sam zespół, drugim finalistą został wicemistrz Turcji. Finały sezonów 1983, 1984, 1990 i 1993 odbyły się w ten sposób. W 2006 roku, po reaktywacji, Federacja zmieniła regulamin po raz ostatni, i finaliści Pucharu Turcji zaczęli pretendować na miejsce w finale, w przypadku osiągnięcia dubletu przez ten sam zespół. W 2024 roku w finale przeciwko Galatasaray drużyna Fenerbache wystawiła do gry 19-latków w ramach protestu przeciwko tureckiemu związkowi piłki nożnej, a mecz zakończył się walkowerem na korzyść Galatasaray.

## Format
Mecz o Superpuchar Turcji rozgrywany jest przed rozpoczęciem każdego sezonu. W przypadku remisu po upływie regulaminowego czasu gry przeprowadzana jest dogrywka. Jeżeli i ona nie wyłoni zwycięzcy, to od razu zarządzana jest seria rzutów karnych.

## Zwycięzcy i finaliści
| Sezon                                                             | K | K | T  | Zwycięzca            | Wynik            | Finalista            | Data, miejsce                                                | Uwagi                                                                                 |
| Puchar Prezydenta (tur. Cumhurbaşkanlığı Kupası)                  |   |   |    |                      |                  |                      |                                                              |                                                                                       |
| 1966                                                              |   |   | 1  | Galatasaray SK       | 2:0              | Beşiktaş JK          | 21.09.1966, Ankara 19 Mayis, Ankara, 33.583                  |                                                                                       |
| 1967                                                              |   |   | 1  | Beşiktaş JK          | 1:0 pd.          | Altay SK             | 30.06.1967, Ankara 19 Mayis, Ankara                          |                                                                                       |
| 1968                                                              |   |   | 1  | Fenerbahçe SK        |                  |                      |                                                              | automatycznie otrzymał trofeum tak jak zdobył dublet                                  |
| 1969                                                              |   |   | 2  | Galatasaray SK       | 2:0              | Göztepe A.Ş.         | 29.06.1969, Ankara 19 Mayis, Ankara                          |                                                                                       |
| 1970                                                              |   |   | 1  | Göztepe A.Ş.         | 3:1              | Fenerbahçe SK        | 28.06.1970, Ankara 19 Mayis, Ankara                          |                                                                                       |
| 1971                                                              |   |   | 1  | Eskişehirspor        | 3:2              | Galatasaray SK       | 30.06.1971, Ankara 19 Mayis, Ankara                          |                                                                                       |
| 1972                                                              |   |   | 3  | Galatasaray SK       | 3:0              | Ankaragücü           | 11.06.1972, Ankara 19 Mayis, Ankara                          |                                                                                       |
| 1973                                                              |   |   | 2  | Fenerbahçe SK (z)    | 2:1              | Galatasaray SK       | 09.06.1973, Ankara 19 Mayis, Ankara                          |                                                                                       |
| 1974                                                              |   |   | 2  | Beşiktaş JK (z)      | 3:0              | Fenerbahçe SK        | 08.06.1974, Ankara 19 Mayis, Ankara, 23.435                  |                                                                                       |
| 1975                                                              |   |   | 3  | Fenerbahçe SK        | 2:0              | Beşiktaş JK          | 11.06.1975, Cebeci İnönü Stadium, Ankara                     |                                                                                       |
| 1976                                                              |   |   | 1  | Trabzonspor          | 2:1              | Galatasaray SK       | 09.06.1976, Ankara 19 Mayis, Ankara                          |                                                                                       |
| 1977                                                              |   |   | 2  | Trabzonspor          | 1:1 pd. (k. 3:1) | Beşiktaş JK (z)      | 12.06.1977, Ankara 19 Mayis, Ankara                          |                                                                                       |
| 1978                                                              |   |   | 3  | Trabzonspor          | 1:0              | Fenerbahçe SK        | 13.06.1978, Ankara 19 Mayis, Ankara, 13.550                  |                                                                                       |
| 1979                                                              |   |   | 4  | Trabzonspor          | 2:1 pd.          | Fenerbahçe SK        | 17.06.1979, Ankara 19 Mayis, Ankara, 23.354                  |                                                                                       |
| 1980                                                              |   |   | 5  | Trabzonspor          | 3:0              | Altay SK             | 08.06.1980, Ankara 19 Mayis, Ankara, 11.098                  |                                                                                       |
| Puchar Głowy Państwa (tur. Devlet Başkanlığı Kupası)              |   |   |    |                      |                  |                      |                                                              |                                                                                       |
| 1981                                                              |   |   | 1  | Ankaragücü           | 1:0              | Trabzonspor          | 03.06.1981, Ankara 19 Mayis, Ankara, 15.976                  |                                                                                       |
| 1982                                                              |   |   | 4  | Galatasaray SK       | 2:0              | Beşiktaş JK          | 16.06.1982, Ankara 19 Mayis, Ankara, 20.000                  |                                                                                       |
| Puchar Prezydenta (tur. Cumhurbaşkanlığı Kupası)                  |   |   |    |                      |                  |                      |                                                              |                                                                                       |
| 1983                                                              |   |   | 6  | Trabzonspor (w)      | 2:0              | Fenerbahçe SK        | 22.06.1983, Ankara 19 Mayis, Ankara, 17.895                  |                                                                                       |
| 1984                                                              |   |   | 4  | Fenerbahçe SK (w)    | 1:0              | Trabzonspor          | 02.06.1984,                                                  | Ankara 19 Mayis, Ankara, 12.021                                                       |
| 1985                                                              |   |   | 5  | Fenerbahçe SK        | 1:1 pd. (k. 4:2) | Galatasaray SK       | 12.06.1985, Ankara 19 Mayis, Ankara, 18.757                  |                                                                                       |
| 1986                                                              |   |   | 3  | Beşiktaş JK          | 2:1 pd.          | Bursaspor            | 15.06.1986, Ankara 19 Mayis, Ankara, 13.783                  |                                                                                       |
| 1987                                                              |   |   | 5  | Galatasaray SK       | 3:2 pd.          | Gençlerbirliği SK    | 14.06.1987, Ankara 19 Mayis, Ankara, 22.773                  |                                                                                       |
| 1988                                                              |   |   | 6  | Galatasaray SK       | 2:0              | Sakaryaspor          | 05.06.1988, Ankara 19 Mayis, Ankara, 19.845                  |                                                                                       |
| 1989                                                              |   |   | 4  | Beşiktaş JK          | 1:0              | Fenerbahçe SK        | 29.08.1989, Ankara 19 Mayis, Ankara, 15.055                  |                                                                                       |
| 1990                                                              |   |   | 6  | Fenerbahçe SK (w)    | 3:2              | Beşiktaş JK          | 30.05.1990, Ankara 19 Mayis, Ankara                          |                                                                                       |
| 1991                                                              |   |   | 7  | Galatasaray SK       | 1:0              | Beşiktaş JK          | 26.05.1991, Ankara 19 Mayis, Ankara, 14.650                  |                                                                                       |
| 1992                                                              |   |   | 5  | Beşiktaş JK          | 2:1              | Trabzonspor          | 24.05.1992, Ankara 19 Mayis, Ankara, 20.000                  |                                                                                       |
| 1993                                                              |   |   | 8  | Galatasaray SK       | 2:0              | Beşiktaş JK (w)      | 14.08.1993, Ankara 19 Mayis, Ankara, 18.836                  |                                                                                       |
| 1994                                                              |   |   | 6  | Beşiktaş JK          | 3:1              | Galatasaray SK       | 22.05.1994, Ankara 19 Mayis, Ankara                          |                                                                                       |
| 1995                                                              |   |   | 7  | Trabzonspor          | 2:0              | Beşiktaş JK          | 27.05.1995, Ankara 19 Mayis, Ankara                          |                                                                                       |
| 1996                                                              |   |   | 9  | Galatasaray SK       | 3:0              | Fenerbahçe SK        | 12.03.1997, Ankara 19 Mayis, Ankara                          |                                                                                       |
| 1997                                                              |   |   | 10 | Galatasaray SK       | 2:1 pd.          | Kocaelispor          | 31.05.1997, Ankara 19 Mayis, Ankara, 20.000                  |                                                                                       |
| 1998                                                              |   |   | 7  | Beşiktaş JK          | 2:1 pd.          | Galatasaray SK       | 15.05.1998, Ankara 19 Mayis, Ankara, 11.962                  |                                                                                       |
| 1999–2005                                                         |   |   |    |                      |                  |                      |                                                              | nie rozgrywano                                                                        |
| Superpuchar Tureckiego Związku Piłki Nożnej (tur. TFF Süper Kupa) |   |   |    |                      |                  |                      |                                                              |                                                                                       |
| 2006                                                              |   |   | 8  | Beşiktaş JK          | 1:0              | Galatasaray SK       | 30.07.2006, Commerzbank-Arena, Frankfurt nad Menem, 25.500   |                                                                                       |
| 2007                                                              |   |   | 7  | Fenerbahçe SK        | 2:1              | Beşiktaş JK          | 05.08.2007, RheinEnergieStadion, Kolonia, 38.000             |                                                                                       |
| 2008                                                              |   |   | 11 | Galatasaray SK       | 2:1              | Kayserispor          | 17.08.2008, MSV-Arena, Duisburg, 20.000                      |                                                                                       |
| 2009                                                              |   |   | 8  | Fenerbahçe SK        | 2:0              | Beşiktaş JK          | 02.08.2009, Atatürk Olimpiyat Stadyumu, Stambuł              |                                                                                       |
| 2010                                                              |   |   | 8  | Trabzonspor          | 3:0              | Bursaspor            | 07.08.2010, Atatürk Olimpiyat Stadyumu, Stambuł              |                                                                                       |
| 2011                                                              |   |   |    |                      |                  |                      | 31.07.2011                                                   | mecz Fenerbahçe SK-Beşiktaş JK został odwołany z przyczyn korupcji w tureckim futbolu |
| 2012                                                              |   |   | 12 | Galatasaray SK       | 3:2              | Fenerbahçe SK        | 12.08.2012, Kâzım Karabekir Stadyumu, Erzurum, 25.000        |                                                                                       |
| 2013                                                              |   |   | 13 | Galatasaray SK       | 1:0              | Fenerbahçe SK        | 11.08.2013, Stadion im. Kadira Hasa, Kayseri, 32.000         |                                                                                       |
| 2014                                                              |   |   | 9  | Fenerbahçe SK        | 0:0 pd. (k. 3:2) | Galatasaray SK       | 25.08.2014, Stadion 19 Maja, Manisa, 16.597                  |                                                                                       |
| 2015                                                              |   |   | 14 | Galatasaray SK       | 1:0              | Bursaspor            | 08.08.2015, Osmanlı Stadyumu, Ankara, 15.000                 |                                                                                       |
| 2016                                                              |   |   | 15 | Galatasaray SK       | 1:1 pd. (k. 3:0) | Beşiktaş JK          | 13.08.2016, Konya Büyükşehir Stadyumu, Konya, 33.700         |                                                                                       |
| 2017                                                              |   |   | 1  | Konyaspor            | 2:1              | Beşiktaş JK          | 06.08.2017, Samsun Stadium, Samsun, 25.000                   |                                                                                       |
| 2018                                                              |   |   | 1  | Akhisar Belediyespor | 1:1 pd. (k. 5:4) | Galatasaray SK       | 05.08.2018, Konya Büyükşehir Stadyumu, Konya, 27.000         |                                                                                       |
| 2019                                                              |   |   | 16 | Galatasaray SK       | 1:0              | Akhisar Belediyespor | 07.08.2019, Eryaman Stadyumu, Ankara, 16.000                 |                                                                                       |
| 2020                                                              |   |   | 9  | Trabzonspor          | 2:1              | İstanbul Başakşehir  | 27.01.2021, Atatürk Olimpiyat Stadyumu, Stambuł, 0           |                                                                                       |
| 2021                                                              |   |   | 9  | Beşiktaş JK          | 1:1 pd. (k. 4:2) | Antalyaspor          | 05.01.2022, Ahmed bin Ali Stadium, Ar-Rajjan, 0              |                                                                                       |
| 2022                                                              |   |   | 10 | Trabzonspor          | 4:0              | Sivasspor            | 30.07.2022, Atatürk Olimpiyat Stadyumu, Stambuł, 46.732      |                                                                                       |
| 2023                                                              |   |   | 17 | Galatasaray SK       | 3:0 (w.o.)       | Fenerbahçe SK        | 07.04.2024, Şanlıurfa 11 Nisan Stadium, Şanlıurfa            |                                                                                       |
| 2024                                                              |   |   | 10 | Beşiktaş JK          | 5:0              | Galatasaray SK       | 03.08.2024, Stadion Olimpijski im. Atatürka, Stambuł, 70.847 |                                                                                       |

Uwagi:

- wytłuszczono i kursywą oznaczone zespoły, które w tym samym roku wywalczyły mistrzostwo i Puchar kraju (dublet),
- wytłuszczono zespoły, które zdobyły mistrzostwo kraju,
- kursywą oznaczone zespoły, które zdobyły Puchar kraju,
- (w) oznaczone zespoły, które zakwalifikowały się jako wicemistrz kraju,
- (z) oznaczone zespoły, które zakwalifikowały się jako zdobywca Pucharu Premier-Ministra.

## Statystyka

### Klasyfikacja według klubów
W dotychczasowej historii finałów o Superpuchar Turcji na podium oficjalnie stawało w sumie 18 drużyn. Liderem klasyfikacji jest Galatasaray SK, który zdobył trofeum 17 razy.
Stan na 03.08.2024. 
| Lp. | Klub                 | Zdobywca | Finalista      | Zwycięskie sezony                                          | Przegrane finały                                                       |    |    | |                                                            |
| --- | -------------------- | -------- | -------------- | ---------------------------------------------------------- | ---------------------------------------------------------------------- | -- | -- | --- | ---------------------------------------------------------- |
| Lp. | Klub                 | 1.       | Galatasaray SK | Zwycięskie sezony                                          | Przegrane finały                                                       | 17 | 10 | 1966, 1969, 1972, 1982, 1987, 1988, 1991, 1993, 1996, 1997, 2008, 2012, 2013, 2015, 2016, 2019, 2023 | 1971, 1973, 1976, 1985, 1994, 1998, 2006, 2014, 2018, 2024 |
| 2.  | Beşiktaş JK          | 10       | 12             | 1967, 1974, 1986, 1989, 1992, 1994, 1998, 2006, 2021, 2024 | 1966, 1975, 1977, 1982, 1990, 1991, 1993, 1995, 2007, 2009, 2016, 2017 |    |    | |                                                            |
| 3.  | Trabzonspor          | 10       | 3              | 1976, 1977, 1978, 1979, 1980, 1983, 1995, 2010, 2020, 2022 | 1981, 1984, 1992                                                       |    |    | |                                                            |
| 4.  | Fenerbahçe SK        | 9        | 10             | 1968, 1973, 1975, 1984, 1985, 1990, 2007, 2009, 2014       | 1970, 1974, 1978, 1979, 1983, 1989, 1996, 2012, 2013, 2023             |    |    | |                                                            |
| 5.  | Göztepe A.Ş.         | 1        | 1              | 1970                                                       | 1969                                                                   |    |    | |                                                            |
| 5.  | Ankaragücü           | 1        | 1              | 1981                                                       | 1972                                                                   |    |    | |                                                            |
| 5.  | Akhisar Belediyespor | 1        | 1              | 2018                                                       | 2019                                                                   |    |    | |                                                            |
| 8.  | Eskişehirspor        | 1        | 0              | 1971                                                       |                                                                        |    |    | |                                                            |
| 8.  | Konyaspor            | 1        | 0              | 2017                                                       |                                                                        |    |    | |                                                            |
| 10. | Bursaspor            | 0        | 3              |                                                            | 1986, 2010, 2015                                                       |    |    | |                                                            |
| 11. | Altay SK             | 0        | 2              |                                                            | 1967, 1980                                                             |    |    | |                                                            |
| 12. | Gençlerbirliği SK    | 0        | 1              |                                                            | 1987                                                                   |    |    | |                                                            |
| 12. | Sakaryaspor          | 0        | 1              |                                                            | 1988                                                                   |    |    | |                                                            |
| 12. | Kocaelispor          | 0        | 1              |                                                            | 1997                                                                   |    |    | |                                                            |
| 12. | Kayserispor          | 0        | 1              |                                                            | 2008                                                                   |    |    | |                                                            |
| 12. | İstanbul Başakşehir  | 0        | 1              |                                                            | 2020                                                                   |    |    | |                                                            |
| 12. | Antalyaspor          | 0        | 1              |                                                            | 2021                                                                   |    |    | |                                                            |
| 12. | Sivasspor            | 0        | 1              |                                                            | 2022                                                                   |    |    | |                                                            |

### Klasyfikacja według miast
Stan na 03.08.2024.
| Miasto    | Liczba tytułów | Kluby                                                    |
| --------- | -------------- | -------------------------------------------------------- |
| Stambuł   | 36             | Galatasaray SK (17), Beşiktaş JK (10), Fenerbahçe SK (9) |
| Trabzon   | 10             | Trabzonspor (10)                                         |
| Akhisar   | 1              | Akhisarspor (1)                                          |
| Ankara    | 1              | Ankaragücü (1)                                           |
| Eskişehir | 1              | Eskişehirspor (1)                                        |
| Izmir     | 1              | Göztepe (1)                                              |
| Konya     | 1              | Konyaspor (1)                                            |

### Klasyfikacja według kwalifikacji
| Tytuł                             | Zwycięstw | Finałów |
| --------------------------------- | --------- | ------- |
| Mistrz Turcji                     | 25        | 24      |
| Zdobywca Pucharu Turcji           | 24        | 25      |
| Finalista Pucharu Turcji          | 1         | 3       |
| Wicemistrz Turcji                 | 3         | 1       |
| Zdobywca Pucharu Premier-Ministra | 2         | 1       |